# Claus Wilhelm Gabriel Nylander
Claus Wilhelm Gabriel Nylander, auch Claës Nylander, meist C. W. G. Nylander abgekürzt,  (* 26. Juli 1835 in Byarum bei Jönköping; † 11. April 1907 in Engelholm) war ein schwedischer Chemiker.
Er war zeitweise Regimentsarzt in der schwedischen Armee und lehrte Chemie an der Universität Lund.
Nach ihm ist Nylanders Reagenz benannt (1883), das zum Zuckernachweis (Glucose) im Harn diente. Bismut als Probe für Zucker im Harn war schon von Rudolf Christian Böttger (1857), Francqui, de Vyvere sowie von  August Almén (1833–1903) (Uppsala, 1867) verwendet worden, ergab aber nachweislich auch Schwärzung wenn kein Zucker vorhanden war (Überprüfung mit der Fehling-Probe). Nylander konnte durch zahlreiche Versuche eine Modifikation finden, die zuverlässiger und selektiver auf Zucker reagierte. Die Probe wurde manchmal auch zusätzlich nach Almén oder Böttger benannt.
Den Aufsatz über das nach ihm benannte Reagenz publizierte er als Emil Nylander.